# Freluga
Freluga is een plaats in de gemeente Bollnäs in het landschap Hälsingland en de provincie Gävleborgs län in Zweden. De plaats heeft 197 inwoners (2005) en een oppervlakte van 40 hectare.